# صدوقیان
صدوقیان (به انگلیسی: Sadducees)؛ (به عبری: צְדוּקִים Ṣĕdûqîm) فرقه یا گروهی از یهودیان بودند که از دویست سال پیش از میلاد آغاز شده و تا سال ۷۰ میلادی زمان تخریب معبد سیلمان فعالیت داشتند. آن‌ها در زمان دوران دوم معبد زندگی می‌کرده‌اند. این فرقه از سوی یوسفیوس (به انگلیسی: Josephus)؛ (به یونانی:Ἰώσηπος Ματθίου παῖς) تاریخ نگار رومی یهودی به عنوان طبقات بالای جامعه یهودی شناخته شده‌اند.
دوره دوم معبد، از ۵۱۶ پیش از میلاد دوره باستانی زمان ساخت معبد تا انهدام آن از سوی رومی در ۷۰ میلادی ادامه دارد. در این دوران حکمرانی در اورشلیم چند بار جابجا شد.
هیکل سلیمان در زمان چیرگی ایرانیان بر شهر بیش از یک مرکز دینی شد و در واقع مرکز جامعه یهودیان گشت.
صدوقیان و فریسیان رقیبان یکدیگر بوده و جنگ‌های فراوانی با هم داشته‌اند.